# Кольбаєв Камчібек Асанбекович
Кольбаєв Камчібек Асанбекович (кирг. Камчыбек Асанбек уулу Көлбаев) (3 серпня 1974 , Чолпон-Атаd, Іссик-Кульська область  — 4 жовтня 2023 , Бішкек ) — також відомий як Коля-Киргиз. Кримінальний авторитет, керівник організованого злочинного угруповання. перший «злодій у законі» із Киргизстану. На момент загибелі мав у власності майна на понад $1 млрд.
Для захисту своїх активів Кольбаєв та його наближені створювали озброєні угруповання, які працювали під виглядом охоронних агентств. За даними МВС Киргизстану, 2018 року до угруповання Кольбаєва входило 424 особи.

## Життєпис
Народився в Чолпон-Ати Іссик-Кульської області Киргизької РСР. Довгий час був «правою рукою» лідера організованої злочинності Киргизії Рисбека Акматбаєва. Наприкінці 1990-х років вони посварилися.
2000 року на Акматбаєва було скоєно замах, двоз людей поруч із ним було вбито, Акматбаєва було поранено. У вбивстві та замаху на життя звинуватили Кольбаєва. Суд засудив його до 25 років позбавлення волі, але Кольбаєв терміну до кінця не відбув. У лютому 2006 року його було переведено з виправної колонії № 8 (с. Петрівка, Чуйська область) до колонії-поселення, звідки він утік Спеціалізована прокуратура Киргизстану порушила проти нього кримінальну справу за статтею 336 КК республіки (втеча з місць позбавлення волі).
З 2008 року Камчібек будував «кримінальну імперію», до 2023 року його угрупування налічувало 40 осіб, які допомагали йому легалізувати незаконні активи.
З роками він став одним із найавторитетніших та найвпливовіших «злодіїв у законі» Киргизстану та країн колишнього СРСР. Його було «короновано» в Москві 23 квітня 2008 року особисто В'ячеславом Іваньковим на прізвисько «Япончик» та Дідом Хасаном. «Сходка», що проходила в розважальному комплексі «Кристал», зібрала близько 30 представників кримінальної еліти. Був «смотрящим» 31-ї колонії у Молдованівці.
2010 року ім'я Кольбаєва згадувалося в пакеті дипломатичних депеш США, оприлюднених на WikiLeaks.

## Розслідування
22 липня 2011 року Кольбаєва було затримано в Абу-Дабі у ОАЕ, де його підозрювали у пограбуванні ювелірного бутика. Разом із ним було заарештовано кілька його наближених осіб. Проти них у Киргизстані було порушено кримінальну справу за статтею 231 (організація злочинного угруповання). 11 серпня 2011 року генеральна прокуратура Киргизстану надіслала запит на екстрадицію затриманих, проте 7 вересня Камчібека було звільнено.
У 2011 році президент США Барак Обама вніс Кольбаєва до чорного списку як одного з найбільших наркобаронів планети. У червні 2011 року Кольбаєва офіційно визнано в США однією з ключових фігур у міжнародному наркобізнесі і занесено до списку відомого «Братського кола». Угруповання несе відповідальність за злочини, пов'язані з незаконним обігом зброї та наркотиків, торгівлею людьми та рекетом. Також за інформацію про місцезнаходження Кольбаєва влада США встановила винагороду в $1 млн. 2021-го року суму винагороди збільшили до $5 млн.
8 грудня 2012 року Кольбаєва було естрадовано з Дубая, після чого він «добровільно» повернувся до Киргизстану, де здався спецслужбам. Його було одразу заарештовано за звинуваченнями у викраденні людей, розбої, створенні злочинного угруповання тощо. Під час судового процесу свідки та потерпілі почали відмовлятися від даних раніше показань щодо Кольбаєва. 18 жовтня 2013 року суддя Першотравневого райсуду Киргизстану А. Боромбаєв засудив Кольбаєва до 5,5 років позбавлення волі з конфіскацією майна із утриманням у колонії суворого режиму. Друга інстанція пом'якшила вирок до трьох років позбавлення волі. Верховний суд республіки залишив це рішення чинним. Незабаром стало відомо про звільнення Кольбаєва.
2017 року Міністерство фінансів США внесло Кольбаєва до чорного списку, заявивши, що він був частиною міжнародного злочинного угруповання «Братське коло».
2018 року журналісти-розслідувачі з OCCRP знайшли у Дубаї нерухомість Кольбаєва в районі Dubai Marina.
У жовтні 2020 року спецслужби Киргизстану затрималм Кольбаєва за підозрою у створенні злочинного угруповання, у березні 2021 року суд змінив запобіжний захід із арешту на підписку про невиїзд. Наступного дня було відкрито іншу кримінальну справу проти Кольбаєва щодо легалізації злочинних доходів на понад 250 млн. сомів ($2,8 млн).
В липні 2022 року в СІЗО було вбито члена іншого угруповання Чінгіза Джумагулова на прізвисько «Доо Чінґіз», спецслужби Киргизстану розслідували причетність Кольбаєва до вбивства.
2022 року співробітники ДКНБ Киргизстану затримали Кольбаєва з десятьма колегами на кордоні з Китаєм, їх відпустили після розмови.
Був одним із найбагатших людей Киргизстану. Убитий 4 жовтня 2023 року в Бішкеку під час затримання.
У серпні 2024 року Жовтневий суд Бішкека визнав матір та вдову Кольбаєва винними у відмиванні злочинних доходів. Матір, 76-річна Майя Алієва, отримала умовний термін, вдову заочно засудили до 8 років колонії, вона переховувалася від слідства, тому її оголосили у розшук.

## Статки
Після ліквідації Державний комітет національної безпеки Киргизстану знайшов у Кольбаєва активи вартістю $1 млрд. Кольбаєв заробляв за рейдерськими захопленнями середнього та великого бізнесу в Киргизстані та за кордоном. Також він заробляв із поповнення «злодійської скарбниці», збираючи гроші із ув'язнених. Спецслужби Киргизстану виявили у Кольбаєва та його родичів понад 850 одиниць нерухомості, серед яких елітні будинки, численні квартири, пансіонати, стайні, ресторани тощо. Також силовики знайшли понад 60 люксових автомобілів, зокрема броньованих. Лише у двох об'єктах, що будувался на момент його загибелі, Кольбаєв володів понад 700 квартирами, які перейшли у власність держави.